# Drive away / Shiawase no Jōken
Singles de Girl Next Door
Gūzen no Kakuritsu
(2008) ESCAPE / Jōnetsu no Daishō
(2008)
Drive away / Shiawase no Jōken est le 2esingle du groupe Girl Next Door sorti sous le label Avex Trax le 8 octobre 2008 au Japon. Il atteint la 3e place du classement de l'Oricon. Il se vend à 21 081 exemplaires la première semaine et il reste 8 semaines dans le classement pour un total de 33 474 exemplaires vendus.
Drive away a été utilisé comme thème publicitaire pour Toyota Technical Development Corp. Drive away et Shiawase no Jōken sont présentes sur l'album Girl Next Door.

## Liste des titres
Toutes les paroles sont écrites par Chisa & Kato Kenn.
| 1. | Drive away                     | Suzuki Daisuke | 4:19 |
| 2. | Shiawase no Jōken (幸福の条件) | Suzuki Daisuke | 3:54 |
| 3. | Drive away (maximizor mix)     | Suzuki Daisuke | 4:40 |
| 4. | Drive away (ice cream mix)     | Suzuki Daisuke | 6:10 |

| 1. | Drive away (Music Video-Special Version) |  |